# Divisão de Honra da AF Madeira
O Campeonato Regional é uma competição de futebol organizada pela Associação de Futebol da Madeira. Durante muitos anos foi nomeada como Campeonato da Madeira.

## Historial
| 1916/17: Marítimo 1917/18: Marítimo 1918/19: Não se disputou 1919/20: Não se disputou 1920/21: União 1921/22: Marítimo 1922/23: Marítimo 1923/24: Marítimo 1924/25: Marítimo 1925/26: Marítimo 1926/27: Marítimo 1927/28: União 1928/29: Marítimo 1929/30: Marítimo 1930/31: Marítimo 1931/32: União 1932/33: Marítimo 1933/34: União 1934/35: Nacional 1935/36: Marítimo 1936/37: Nacional 1937/38: União 1938/39: Nacional 1939/40: Marítimo 1940/41: Marítimo | 1941/42: Nacional 1942/43: Nacional 1943/44: Nacional 1944/45: Marítimo 1945/46: Marítimo 1946/47: Marítimo 1947/48: Marítimo 1948/49: Marítimo 1949/50: Marítimo 1950/51: Marítimo 1951/52: Marítimo 1952/53: Marítimo 1953/54: Marítimo 1954/55: Marítimo 1955/56: Marítimo 1956/57: União 1957/58: Marítimo 1958/59: União 1959/60: União 1960/61: União 1961/62: União 1962/63: União 1963/64: União 1964/65: União 1965/66: Marítimo | 1966/67: Marítimo 1967/68: Marítimo 1968/69: Nacional 1969/70: Marítimo 1970/71: Marítimo 1971/72: Marítimo 1972/73: Marítimo 1973/74: União 1974/75: Nacional 1975/76: Machico 1976/77: Santacruzense 1977/78: União 1978/79: Santacruzense 1979/80: União 1980/81: Portosantense 1981/82: Portosantense 1982/83: Santacruzense 1983/84: Portosantense 1984/85: Portosantense 1985/86: Portosantense 1986/87: Portosantense 1987/88: Portosantense 1988/89: Câmara de Lobos 1989/90: Machico 1990/91: Camacha | 1991/92: São Vicente 1992/93: Ribeira Brava 1993/94: Santacruzense 1994/95: 1º de Maio 1995/96: Santana 1996/97: Caniçal 1997/98: Ribeira Brava 1998/99: Pontassolense 1999/00: Choupana 2000/01: Santana 2001/02: Santacruzense 2002/03: Santana 2003/04: Estrela da Calheta 2004/05: Caniçal 2005/06: Canicense 2006/07: Canicense 2007/08: Andorinha 2008/09: União B 2009/10: Santacruzense 2010/11: Bairro da Argentina 2011/12: Xavelhas 2012/13: Câmara de Lobos 2013/14: Pontassolense 2014/15: Caniçal 2015/16: Caniçal |

## Palmarés
| Clube               | Títulos |
| ------------------- | ------- |
| Marítimo            | 35      |
| União da Madeira    | 16      |
| Nacional            | 8       |
| Portosantense       | 7       |
| Santacruzense       | 6       |
| Santana             | 3       |
| Machico             | 2       |
| Ribeira Brava       | 2       |
| Caniçal             | 2       |
| Canicense           | 2       |
| Câmara de Lobos     | 2       |
| Camacha             | 1       |
| São Vicente         | 1       |
| 1º de Maio          | 1       |
| Pontassolense       | 1       |
| Choupana            | 1       |
| Estrela da Calheta  | 1       |
| Andorinha           | 1       |
| União da Madeira B  | 1       |
| Bairro da Argentina | 1       |
| Xavelhas            | 1       |